# Моушн-дизайн

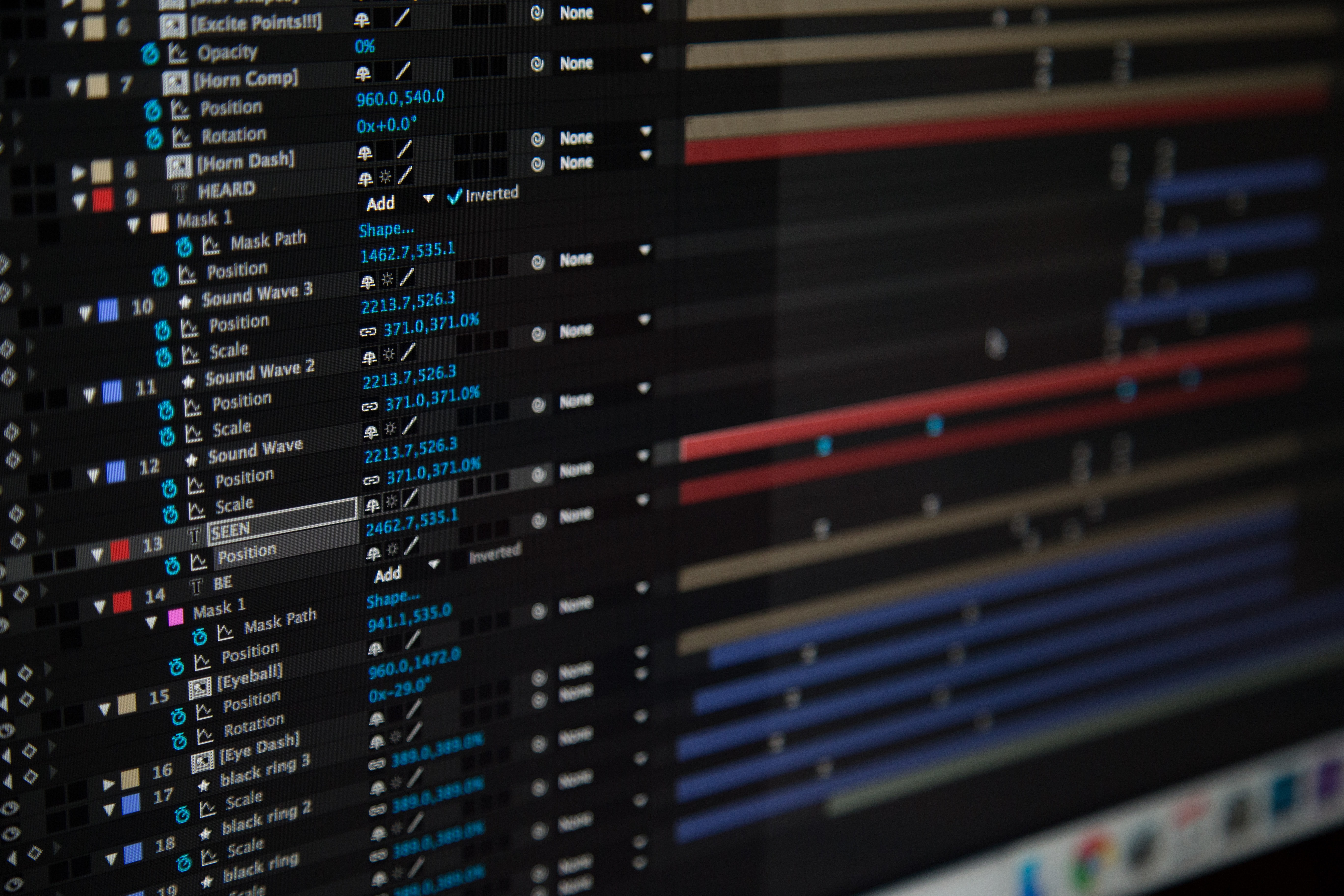
Фотография After Effects, используемого в проекте моушен-графики.

Моушен-дизайн (англ. Motion design, motion — движение, design — дизайн) — процесс создания анимационной графики, основанный на принципах графического дизайна, в контексте кинопроизводства, видеопроизводства и других развивающихся визуальных медиа. Примерами такого дизайна являются кинетическая типографика и графика, используемая в эпизодах фильмов, рекламе, видеоиграх, мобильных приложениях и на телевидении, а также анимированные трехмерные логотипы телевизионных каналов и не только. Это направление дизайна существует уже несколько десятилетий и активно развивается с совершенствованием технологий.
Моушен-дизайнер является человеком, обученный традиционному графическому дизайну, который научился интегрировать развивающиеся во времени визуальные медиа в свои существующие знания в области дизайна. Моушен-дизайнеры также могут иметь опыт создания фильмов или анимации, поскольку эти области имеют ряд пересекающихся навыков.
Моушен-дизайн часто используется в киноиндустрии. В вступлениях к фильмам, телевизионным шоу и новостным программам часто используются фотография, типографика и анимационная графика для создания визуально привлекательных изображений. Моушен-дизайн также получил широкое распространение в контент-маркетинге и рекламе. Транснациональная технологическая компания Cisco прогнозирует,
что к 2022 году 82% всего веб-трафика будут составлять видео. Маркетологи и рекламодатели сосредоточили большую часть своих усилий на производстве качественных брендированных видео и графического контента.
Помимо частого применения в рекламе, маркетинге и брендинге, анимационная графика используется в программном обеспечении, UI-дизайне (дизайне пользовательского интерфейса), разработке видеоигр и других областях. Хотя моушен-дизайн и анимация имеют много общего, разница между ними заключается в том, что анимация как особый вид искусства больше фокусируется на кинематографических эффектах и методах сторителлинга для создания повествования, в то время как моушн-дизайн обычно ассоциируется с приведением в движение абстрактных объектов, текста и других элементов графического дизайна. "Оживление" графиков, инфографики или веб-дизайна — это, в широком смысле, «анимация», но в более узком — это тип анимации, который называется моушен-дизайном.

## Технологии и программы
Технологические достижения 20-го и 21-го веков оказали значительное влияние на эту область; главным из них являются усовершенствования современных вычислительных технологий, поскольку компьютерные программы для кино и видеоиндустрии стали более мощными и более доступными в этот период. Современный моушн-дизайн обычно включает в себя любой из нескольких компьютеризированных инструментов и процессов.
Программное обеспечение, которое обычно используют моушн-дизайнеры в работе:
- Одной из ведущих компьютерных программ, используемых современными дизайнерами графики движения, является Adobe After Effects, которая позволяет пользователю создавать и изменять графические элементы в заданном отрезке времени.
- Adobe Premiere Pro также является очень полезным инструментом для моушн-дизайнеров. Моушн-дизайнеры и видеоредакторы всегда используют After Effects Premiere Pro вместе для создания профессиональных видеороликов.
- Еще одним относительно новым продуктом, используемым на рынке, является программа Motion[англ.] от Apple Inc., которая теперь входит в состав пакета Final Cut Studio.
- Программное обеспечение, такое как Cinema 4D от компании Maxon, имеет встроенные инструменты для создания моушн-дизайна, а именно плагины MoGraph или ICE Softimage.
- Adobe Flash также широко используется для создания анимационной графики, особенно в веб-дизайне.
- Media Encoder — это программное обеспечение, используемое для рендеринга любого видео. Поскольку моушн-дизайнеры работают с большим количеством видеомонтажа и анимации, им требуется программное обеспечение, которое помогло бы им выполнять свою работу с максимально возможным качеством. Media Encoder — одна из лучших программ, которая служит этой цели и помогает дизайнерам создавать рендеры высочайшего качества.

## История
Моушен-дизайн появился еще в начале 1980-х годов, когда были изобретены первые анимационные устройства. Официальных отцов-основателей не было, однако Сол Басс, Пабло Ферро и Джон Уитни были одними из первых, кто познакомился с моушн-дизайном. Презентация флипбуков считается первой работой в области моушн-дизайна, когда Джон Уайтинг создал их в начале 1980-х годов. Джон Уитни был одним из главных отцов-основателей компьютерного проектирования движения. Еще в 1960 году он был первым, кто представил процесс анимации на компьютерах для создания кинофильмов и телевизионных титров. Позже Сол Басс представил первый движущийся объект от малого до большого, который стал первым вращающимся графическим изображением, представленным на телевидении.
Также Сол Басс в 60-х годах популяризировал моушн-графику в кино. Басс сотрудничал с такими режиссерами, как Хичкок, Премингер, Кубрик и Скорсезе. Одна из самых известных его работ — заставка к титрам фильма Отто Премингера «Человек с золотой рукой». Помимо «Человека с золотой рукой», революционными считаются работы Басса в фильмах: «Головокружение» Хичкока с его легендарным опенингом, «Вестсайдская история», «К северу через северо-запад» и «Психо», где Басс оформлял титры.

## Навыки
Для того чтобы стать успешным моушн-дизайнером, необходимо приобрести ряд навыков:
- Понимание принципов типографики и использование шрифтов имеет большое значение. Скорее всего, в любом произведенном видео, мультфильме или рекламе присутствует текстовый блок. Хороший моушн-дизайнер будет знать правильный стиль шрифта, размер и время, чтобы использовать текст для привлечения аудитории.
- Работа с цветом — еще один очень важный набор навыков. Моушн-дизайнеры должны хорошо разбираться в цветовом круге, дополнительных цветах и цветовой насыщенности, чтобы достичь определенного уровня драматизма в своей работе. Использование конкретного цвета чрезвычайно полезно для передачи определенного настроения, аффекта или эмоции аудитории.
- Владение программами и опыт работы с программным обеспечением. Например такие, как Adobe Photoshop, Adobe Illustrator, Adobe After Effects, Adobe Premiere Pro и другие. Это программное обеспечение помогает моушн-дизайнерам эффективно создавать свои проекты, а наличие навыков ускоряет создание проектов.

Существует ряд общих навыков, которые приходят с опытом. Ориентированность на детали и внимательность очень важны в моушн-дизайне. Например, дизайнеры должны обладать ощущением времени, это значит, что они должны уметь определять время таких вещей, как пересечение аудио и видео. То есть, например, моушн-дизайнеры должны согласовать озвучивание персонажа в мультфильме с движением его рта. Есть много навыков, которые приобретаются и которым не обучают в процессе изучения моушн-дизайна, и которые будут приобретены во время профессиональной карьеры.